# Xã Edna, Quận Otter Tail, Minnesota
Xã Edna (tiếng Anh: Edna Township) là một xã thuộc quận Otter Tail, tiểu bang Minnesota, Hoa Kỳ. Năm 2010, dân số của xã này là 897 người.